# 88mm kanón Flak
88mm kanón Flak 18/36/37/41 je německý protiletadlový a protitankový kanón ráže 88 mm vyvinutý ve 30. letech. Během druhé světové války se dočkal rozsáhlého nasazení a stal se jednou z nejuznávanějších německých zbraní tohoto konfliktu. Vývoj původního modelu vedl k širokému spektru zbraní a našel různé uplatnění. FlaK je zkratkou německého slova Flugabwehrkanone anebo Flugzeugabwehrkanone (tj. protiletecký či protiletadlový kanón, doslova kanón protiletecké či protiletadlové obrany).
Název se vztahuje na řadu spolu souvisejících zbraní, první oficiálně nazývaná 8,8 cm Flak 18, vylepšená 8,8 cm Flak 36 a později 8,8 cm Flak 37. V angličtině se slovo „flak“ stalo obecným pojmem pro pozemní protiletadlové zbraně. Němci byly neformálně všeobecně nazývány „Acht-acht“ („osm osm“) a „osmdesát osm“ (eighty-eight) spojenci.
Jednotky protivzdušné obrany byly obvykle rozmísťovány buď s počítačem řízení palby nazývané Kommandogerät („velitelské zařízení“), nebo s přenosným radarem Würzburg, které byly odpovědné za jeho vysokou úroveň přesnosti proti cílům. 
Všestranný podvozek umožňoval vystřelit kanonu, když byl ještě na kolech, v omezeném protitankovém režimu a mohl být zcela pevně ukotven za pouhé dvě a půl minuty. Jeho úspěšné použití jako improvizovaného protitankového děla vedlo k vývoji na něm založeného tankového kanonu 8,8 cm KwK 36, kdy zkratka „KwK“ znamená „Kampfwagen-Kanone“ (doslova „kanon bojového vozidla“). Tato zbraň sloužila jako hlavní výzbroj těžkého tanku Tiger I. 
Kromě těchto Kruppových návrhů Rheinmetall později vytvořil silnější protiletadlové dělo - 8,8 cm Flak 41, které vzniklo v relativně malém počtu. Krupp reagoval dalším prototypem děla ráže 8,8 cm s dlouhou hlavní 8,8cm Pak 43, která byla dále vyvinuta v protitankový kanon a výzbroj stíhačů tanků jako Elefant a Jagdpanther a 8,8 cm KwK 43 pro věž těžkého tanku Tiger II.

## Vývoj
Vývoj kanónu sahá až ke konci první světové války, kdy tehdejší protiletadlové kanóny přestávaly mít účinnost vůči stále se zdokonalujícím letounům. Mírovými dohodami z Versailles však mělo Německo vývoj a výrobu těžkého dělostřelectva zakázánu. Přesto se firmě Krupp podařilo vyslat skupinu techniků do švédské společnosti Bofors, která byla jedním z předních výrobců protiletadlových kanónů. Ta vyrobila na základě projektové dokumentace z roku 1931 několik vzorků, které byly tajně dodány do Německa. V roce 1933 se zde kanóny začaly vyrábět sériově. Dostaly vzorové označení „18“, a to podle roku 1918, aby byl utajen jejich vývoj po prohrané válce.

## Nasazení
Poprvé byl protiletadlový kanón testován během španělské občanské války, kde měl uspokojivé výsledky. Zde byl také zkoušen pro použití k boji proti tankům. Po vypuknutí druhé světové války byl používán prakticky na všech frontách. Po přepadení Sovětského svazu, kde se Němci poprvé setkali s novými tanky T-34, KV-1 a KV-2, začal kanón sloužit stále ve větší míře k boji proti těmto obrněncům, protože žádný stávající německý tank nedokázal moderní sovětské tanky v boji přímou střelbou zničit. Nevýhodou kanónu v přímém boji proti tankům však byla vysoká silueta a poměrně velká hmotnost zbraně. Pro svou účinnost byl kanón v pozměněné podobě instalován pod označením 8,8cm-KWK 36 L/56 do tanků Tiger. FlaK však byl zejména používán k tomu, k čemu byl původně určen, a to byla protivzdušná obrana. Stal se páteří protivzdušných baterií, které chránily německá města, průmyslové podniky a infrastrukturu před bombardováním Spojenců.

## Varianty
- FlaK 18 – první verze

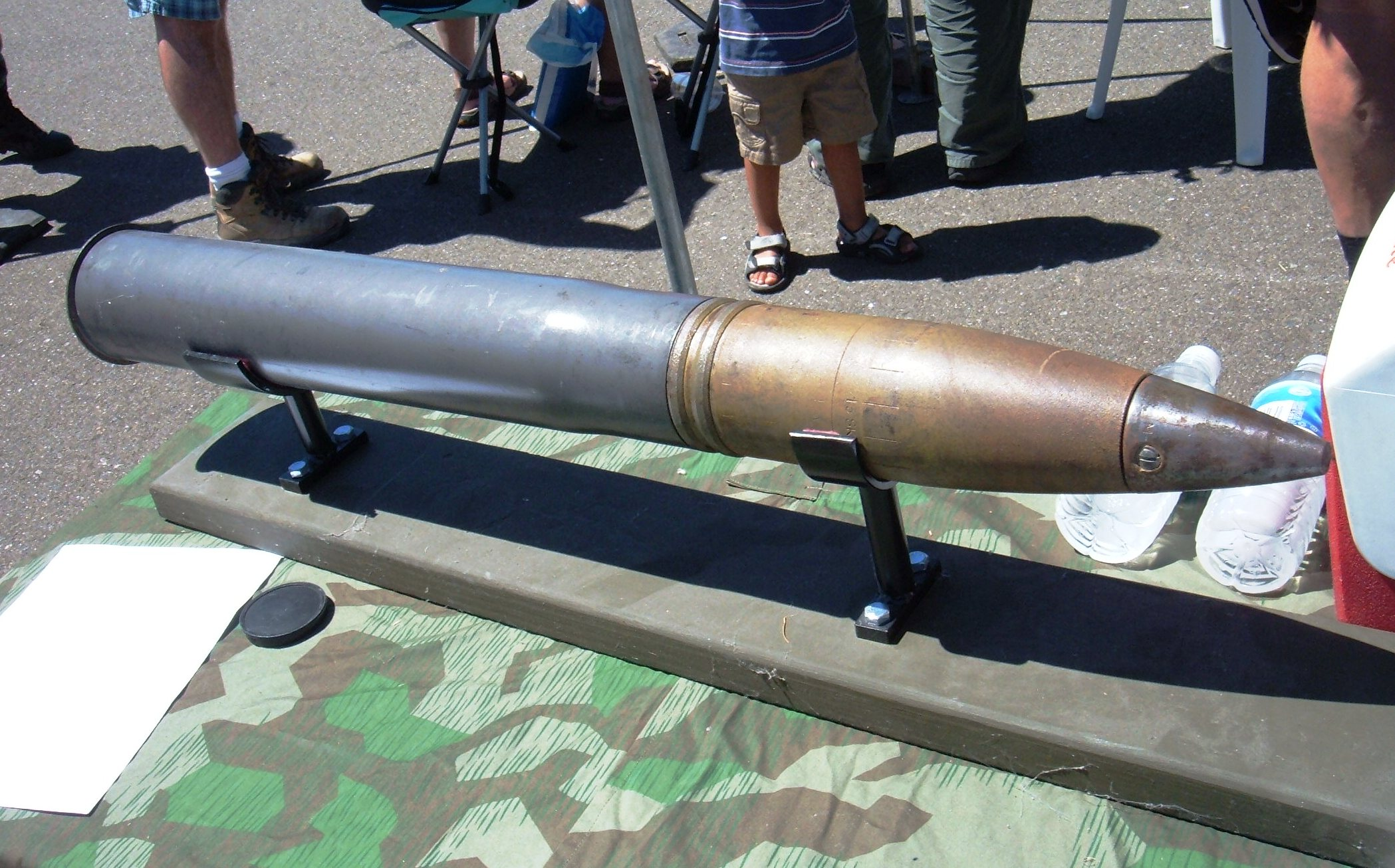
Protitanková munice

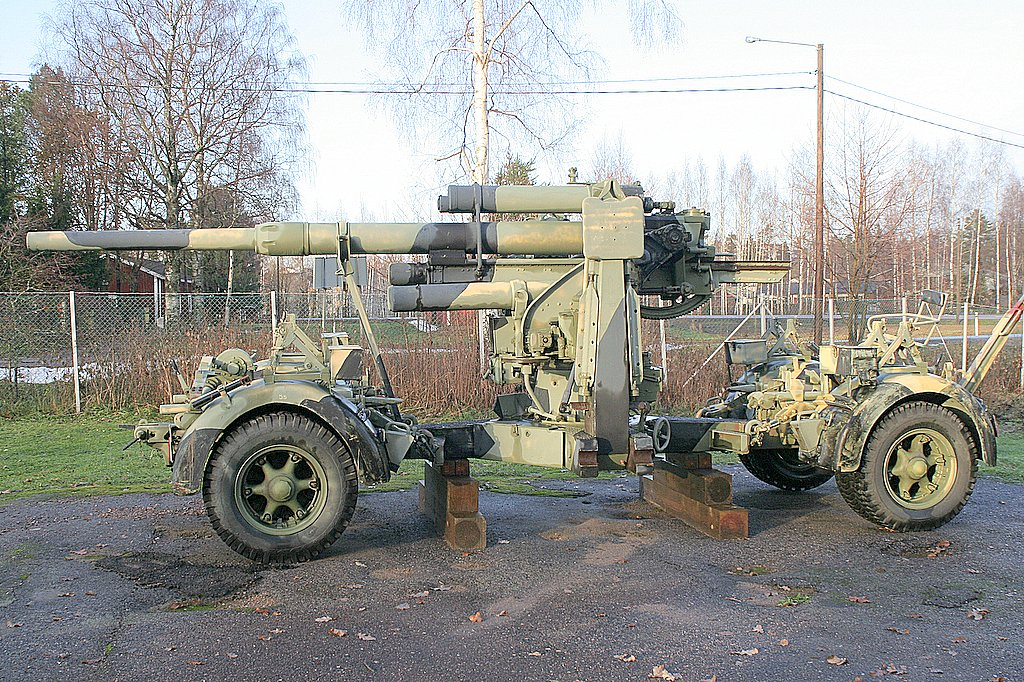
88mm kanón FlaK 37

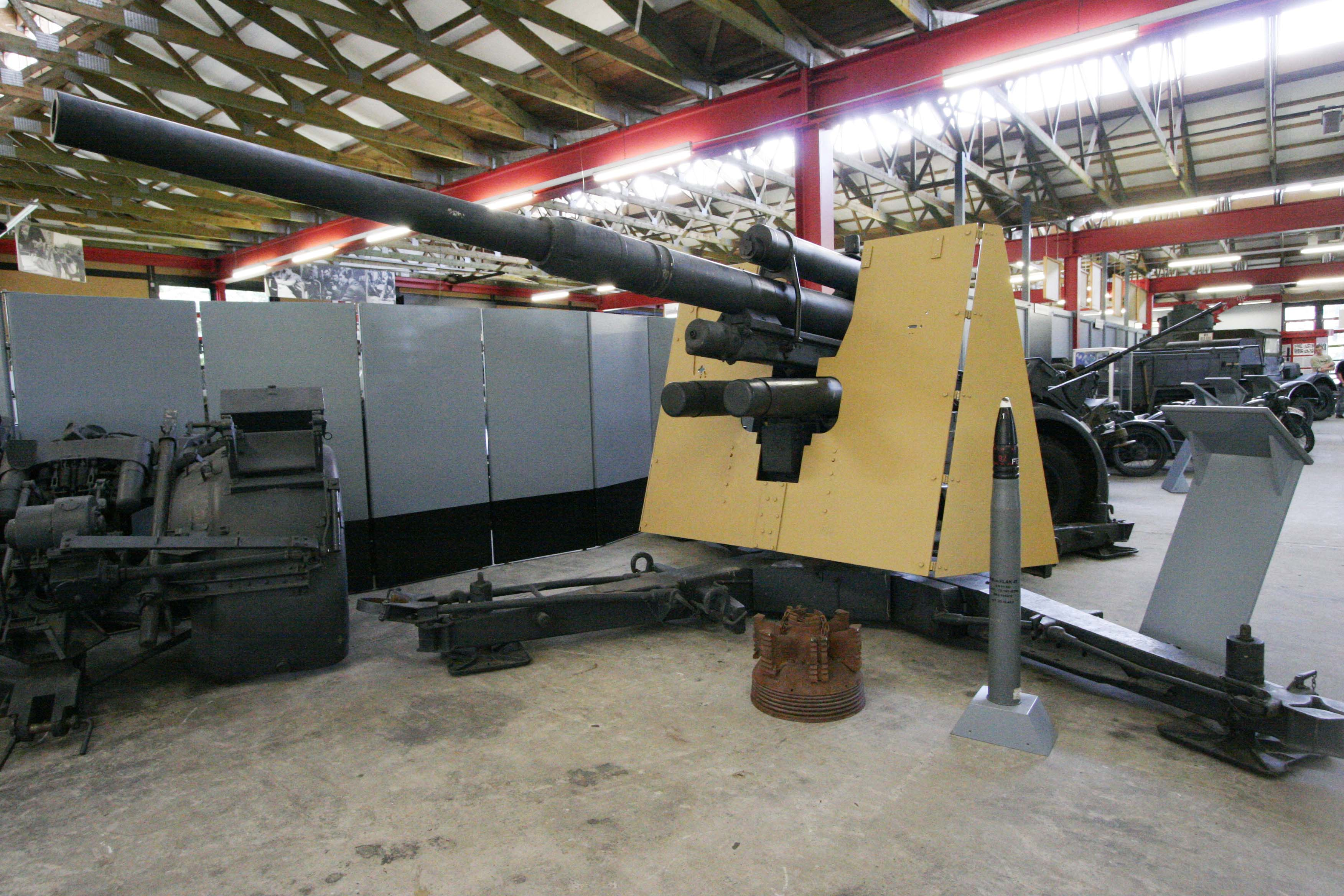
FlaK 37 L/56 vystavený v Deutsches Panzermuseum Munster

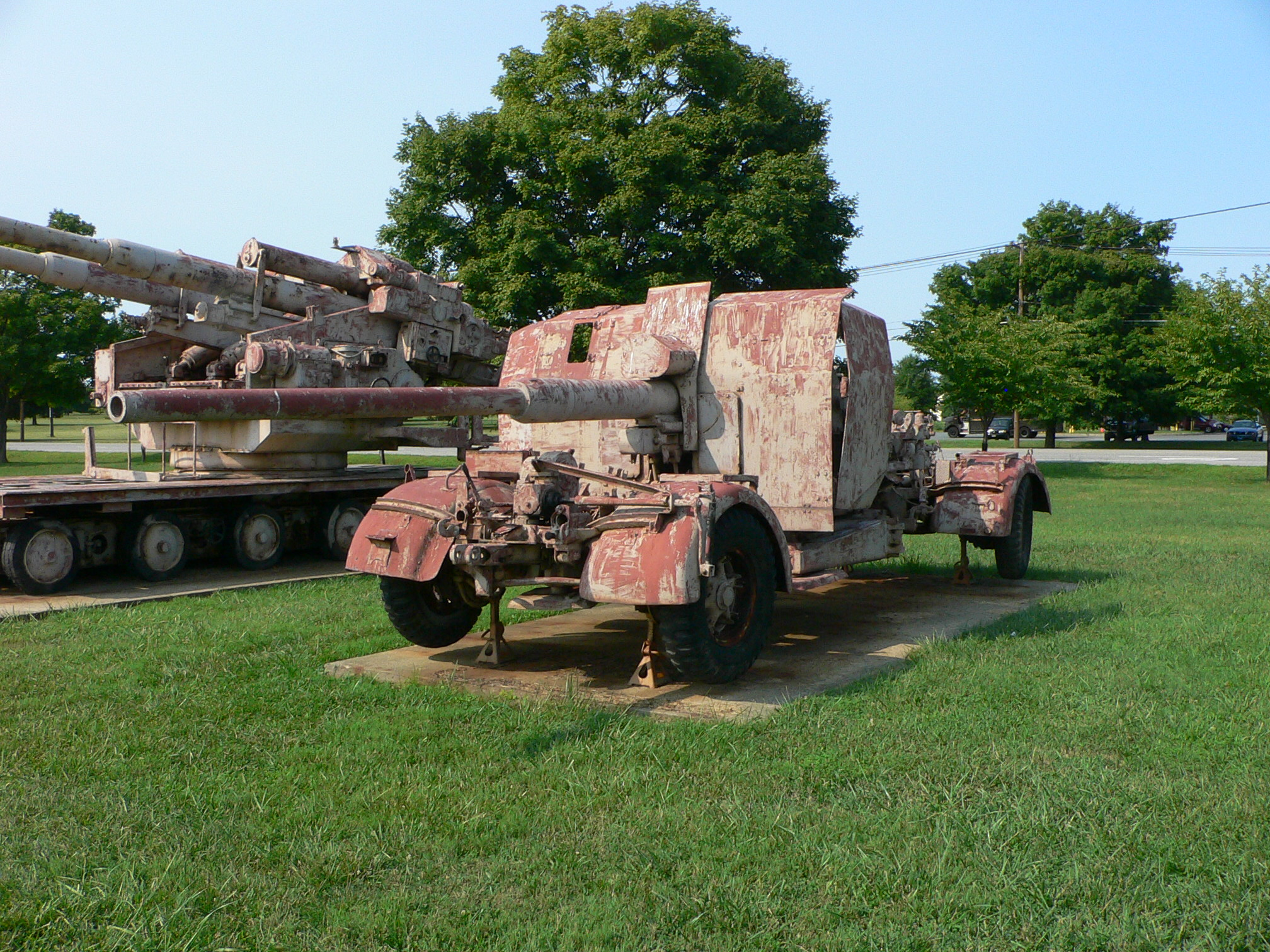
Flak 41

- FlaK 36 – první modernizace, umožňovala rychlejší manipulaci a lepší ovládání, některé kanóny byly vybaveny ochranným štítem pro obsluhu.
- FlaK 37 – další modernizace, byl vybaven systémem přenosu cílových údajů
- FlaK 41 – výrazná modernizace, zvýšen dostřel, zvětšena rychlost střelby

Kromě stávajících verzí FlaKu došlo k vývoji dalších kanónů. 88mm kanón PaK 43 byl používán jako protitankový kanón a jeho obměny byly montovány do stíhačů tanků Ferdinand, Nashorn a Jagdpanther. 88mm kanón KWK 43 byl zase montován do tanků Tiger II.

## Technické údaje

### FlaK 18, 36 a 37
- Délka v palebném postavení: 7620 mm
- Šířka: 2305 mm
- Výška: 2418 mm
- Délka hlavně: 4930 mm
- Ráže: 88 mm
- Hmotnost v bojovém postavení: 5000 kg
- Hmotnost během přepravy: 7400 kg
- Odměr: 360 °
- Náměr: -3 ° až +85 °
- Úsťová rychlost: 820 m/s
- Úsťová rychlost protitankového granátu: 795 m/s
- Dostřel dálkový: 14 860 m
- Dostřel výškový: 10 600 m
- Rychlost střelby: 15-20 výstřelů/min.
- Nábojnice 88 x 571R (R111) byla společná i s 8,8cm KwK36 L/56 v PzKpfw V Tiger, jen zápalkový šroub pro FlaK byl perkusní C12, pro KwK byl elektrický C22

### FlaK 41
- Délka v palebném postavení: 9658 mm
- Šířka: 2400 mm
- Výška: 2360 mm
- Délka hlavně: 6548 mm
- Ráže: 88 mm
- Hmotnost v bojovém postavení: 8000 kg
- Hmotnost během přepravy: 11 200 kg
- Odměr: 360 °
- Náměr: -3 ° až +90 °
- Úsťová rychlost: 1000 m/s
- Úsťová rychlost protitankového granátu: 980 m/s
- Dostřel dálkový: 19 800 m
- Dostřel výškový: 14 700 m
- Rychlost střelby: 20-25 výstřelů/min.
- Nábojnice 88 x 855R (R123), pro 8,8cm PaK 43 L/71 nábojnice 88 x 822R (R146)